# Мунинское муниципальное образование
Мунинское муниципальное образование — упразднённое сельское поселение в Фёдоровском районе Саратовской области Российской Федерации.
Административный центр — село Мунино.

## История
Статус и границы сельского поселения установлены Законом Саратовской области от 27 декабря 2004 года № 107-ЗСО «О муниципальных образованиях, входящих в состав Фёдоровского муниципального района».
Законом Саратовской области от 22 апреля 2016 года № 44-ЗСО, были преобразованы, путём их объединения, Мунинское и Спартакское муниципальные образования — в Мунинское муниципальное образование, наделённое статусом сельского поселения, с административным центром в селе Мунино.
Законом Саратовской области от 9 марта 2022 года № 24-ЗСО, были преобразованы, путём их объединения, Морцевское, Мунинское и Никольское муниципальные образования — в Морцевское муниципальное образование, наделённое статусом сельского поселения, с административным центром в селе Морцы.

## Население
| 2010  | 2011  | 2012  | 2013  | 2014  | 2015 | 2016 |
| ----- | ----- | ----- | ----- | ----- | ---- | ---- |
| 898   | ↘895  | ↘886  | ↗893  | ↘859  | ↗876 | ↗877 |
| 2017  | 2018  | 2019  | 2020  | 2021  |      |      |
| ↗1530 | ↘1476 | ↘1443 | ↘1378 | ↘1216 |      |      |

## Состав сельского поселения
| № | Населённый пункт | Тип населённого пункта       | Население |
| - | ---------------- | ---------------------------- | --------- |
| 1 | Мунино           | село, административный центр | ↗876      |
| 2 | Серпогорское     | село                         | →2        |
| 3 | Спартак          | село                         | ↘766      |